# La Chapelle-Thémer
La Chapelle-Thémer là một xã ở tỉnh Vendée trong vùng Pays de la Loire, Pháp. Xã này có diện tích 15,1 km², dân số năm 2006 là 302người. Xã này nằm ở khu vực có độ cao trung bình 62 mét trên mực nước biển.
Danh xưng dân địa phương trong tiếng Pháp là Théméraires.

## Biến động dân số
| Năm | 1962 | 1968 | 1975 | 1982 | 1990 | 1999 | 2006 |
| --- | ---- | ---- | ---- | ---- | ---- | ---- | ---- |
| Dân số | 581  | 576  | 506  | 459  | 366  | 335  | 302  |
| From the year 1962 on: No double counting—residents of multiple communes (e.g. students and military personnel) are counted only once. |      |      |      |      |      |      |      |